# Paya Bili II
Paya Bili II is een bestuurslaag in het regentschap Aceh Timur van de provincie Atjeh, Indonesië. Paya Bili II telt 1643 inwoners (volkstelling 2010).